# Parque Nacional Kuakata
O Parque Nacional Kuakata (em bengali:  কুয়াকাটা জাতীয় উদ্যান) é o parque nacional e reserva natural da Categoria II da IUCN no Bangladesh. O parque está localizado em Kalapara Upazila, no distrito de Patuakhali. Foi declarado como uma das zonas seguras para abutres de acordo com a Tabela de Zona 2 Segura de Abutres do governo do Bangladesh.
O parque foi declarado oficialmente como parque nacional pelo governo do Bangladesh no dia 24 de outubro de 2010, com o propósito de conservação da flora, fauna, natureza e desenvolvimento de instalações turísticas. Abrange uma área de 1.613 hectares.